# Brian Gratz
Brian Gratz (* 9. Juli 1981 in Fort Wayne, Indiana) ist ein ehemaliger US-amerikanischer Eishockeytorwart, der während seiner aktiven Laufbahn unter anderem für die Johnstown Chiefs, Reading Royals und Wheeling Nailers in der ECHL aktiv war. Seit der Saison 2012/13 ist er Cheftrainer der Bloomington Blaze in der Central Hockey League.

## Karriere
Brian Gratz begann seine aktive Laufbahn als Eishockeytorwart bei den Penn State Icers, dem Eishockeyteam der Pennsylvania State University, für die er von 2002 bis 2004 in der American Collegiate Hockey Association aktiv war. Während dieser Zeit konnte er mit der Mannschaft mehrmals die Meisterschaft der ACHA erringen. In zwei Jahren absolvierte er insgesamt 37 Partien in der ACHA und erreichte dabei eine Fangquote von über 94 Prozent. Im Sommer 2004 verließ er die Pennsylvania State University und stand in der folgenden Saison für die Huntsville Havoc in der Southern Professional Hockey League und Johnstown Chiefs in der ECHL im Einsatz, für die er eine bzw. zwei Partien absolvierte. Auch in der Saison 2005/06 erhielt er nur sporadische Einsätze und bestritt jeweils eine Partie für die Fort Wayne Komets in der United Hockey League und Reading Royals in der ECHL. Gratz begann auch die darauffolgende Spielzeit bei den Royals und konnte einen weiteren Einsatz in der ECHL verbuchen. Im Saisonverlauf schloss er sich den Wheeling Nailers an, bei denen der Torwart fünf Spiele absolvierte.
Während derselben Saison übernahm er bei den Reading Royals ehrenamtlich die Position des Assistenztrainers. Zur Saison 2007/08 arbeitete der damals 26-jährige Gratz erstmals als Cheftrainer und wurde mit der Leitung der Indiana Ice Miners, einer Mannschaft der Mid-Atlantic Hockey League, anvertraut. Mit einer Bilanz von 31 Siegen und einer Niederlage belegte das Team mit 62 Punkten den ersten Rang. Dabei gelang der Mannschaft eine Siegesserie von 26 gewonnenen Partien in Folge. Außerdem stellte das Team mit Justin Depretis, der in 29 Partien insgesamt 93 Punkte erzielte, den Topscorer. Im Februar 2008 stellte die Mid-Atlantic Hockey League noch während der ersten Saison ihren Spielbetrieb ein und wurde im September desselben Jahres aufgelöst. Gratz übernahm danach die Jersey Rockhoppers aus der Eastern Professional Hockey League (EPHL), bei denen er als Cheftrainer und General Manager arbeitete. In seiner einzigen Saison gewann er mit der Mannschaft die Meisterschaft der EPHL. Nachdem die Liga nach einer Saison bereits wieder aufgelöst worden war, kehrte er an die Pennsylvania State University zurück und übernahm dort die Aufgaben des Torwarttrainers.
Im Juli 2010 wurde er als Cheftrainer und General Manager der Dayton Gems vorgestellt. Zur Spielzeit 2012/13 übernahm Gratz die Position des Cheftrainers beim Ligakonkurrenten Bloomington Blaze.